# Stanisława Witekowa
Stanisława Witekowa (* 24. Mai 1913 in Lemberg; † 14. Juni 1978) war eine polnische Chemikerin (Physikalische Chemie, Komplexchemie, Analytische Chemie).
Witekowa studierte Chemie am Polytechnikum in Lemberg und war dort ab 1937 Assistentin und ab 1938 Oberassistentin für Anorganische Chemie. Nach dem Krieg war sie Oberassistentin am Institut für Anorganische Chemie des Polytechnikums in Lodz und baute auch das Analytik-Labor an der Pädagogischen Hochschule und der Landwirtschaftshochschule in Lodz mit auf. 1949 wurde sie promoviert, 1954 wurde sie Dozentin, 1969 außerordentliche Professorin und 1970 Professorin für Chemie. 
Sie untersuchte den Ablauf von Reaktionen an Grenzflächen zwischen Flüssigkeiten und zwischen einem Gas und einer Flüssigkeit. Sie untersuchte Katalysatoren und war eine Pionierin in der Sonochemie (Wirkung von Ultraschall auf Reduktions- und Oxidationsreaktionen, auf Koagulation, Adsorption, Dispersion). Außerdem synthetisierte sie neue Verbindungen in der Komplexchemie.

## Schriften
- Analiza chemiczna, 3 Bände, Warschau 1971